# Simulium pautense
Simulium pautense es una especie de insecto del género Simulium, familia Simuliidae, orden Diptera.
Fue descrita científicamente por Coscaron & Takaoka, 1989.